# Телефонная книжка (миньон)
«Телефо́нная кни́жка» — сплит-сингл, выпущенный в СССР фирмой «Мелодия» в 1985 году; получил название по вошедшей в релиз песне, записанной Аллой Пугачёвой. Помимо неё, на миньоне представлены записи Михаила Боярского и Татьяны Анциферовой.
Песня «Телефонная книжка», написанная Виктором Резниковым, не издавалась в составе сольных долгоиграющих пластинок Аллы Пугачёвой и вообще недолго входила в репертуар певицы. Эта композиция более известна в исполнении Ларисы Долиной, которая позднее записала её для одного из своих альбомов. Запись песни в исполнении Аллы Пугачёвой была переиздана в альбоме лишь только в 1996 году на одном из тринадцати компакт-дисков «Коллекции».
Песню «Что-то было» впоследствии записал Яак Йоала для альбома «Сама любовь».

## Список композиций и участники записи
1. «Что-то было» (Д. Тухманов — В. Харитонов) — Т. Анциферова.
2. «Старый галстук» (шуточная песенка по мотивам Беранже) (А. Кальварский — К. Рыжов) — М. Боярский.
3. «Телефонная книжка» (музыка и слова В. Резникова) — А. Пугачёва.